# Schachen (Toponym)
Schachen, im Zweitglied -schach(en) oder -schuh, ist ein deutsches Toponym, das ‚Gehölz, Wald‘ bedeutet. Als Flur- und Ortsname ursprünglich für „Strauchwald längs von Seen und Flüssen, später auch für Grasland in solchen Lagen“.

## Wortherkunft
Das Wort kommt über mittelhochdeutsch schache/schach von althochdeutsch scahho. Es bedeutet allgemein ‚Wald‘ oder ‚Buschwerk‘, als einzeln stehendes Waldstück oder Vorsaum eines Waldes, bis hin zu Forstparzelle („Sie sollen die Stämb und Schächen, welche in irem anwesen, unserm holzhayen fürzaigen.“ – Berchthesgadner Waldordnung).
Verwandt sind altnordisch skógr, schwedisch skog, dänisch skov ‚Wald‘. In Ortsnamen ist zeitlich speziell ein bei der Urbarmachung des Hochmittelalters stehengebliebenes Waldstück als Rodungsname anzunehmen.
Daneben gibt es im weiteren Sinne einen Bedeutungskomplex ‚Vorgebirge, Landzunge‘, nach Grimm „überhaupt ein zungenartiger Streifen“. Dabei muss es etwa in der Schweiz auch keinen Zusammenhang zu Bewaldung geben. Verwandt hierzu ist altnordisch skagi ‚Landzunge‘.

## Verbreitung und Beispiele
Das Wort ist im ganzen oberdeutschen Sprachraum namensbildend – aber bis auf Ausnahmen hauptsächlich dort – und hat in der Mundart überlebt.
Beispiele sind:
- Schachen, Schacha, Schachern[13]
- Schechen,[11] Schächen
- Schachung[14]
- Schachenwald, Schachawald (sekundäre Doppelung)
- Schachenholz[15] (desgl.)
- Schaching, Schechingen[11] (als alter -ing-Name)
- Schachendorf, Schachadorf, Schacherdorf
- Schachenberg
- Schächental[11]
- Schachenreith (mit -reit/reut ‚Rodung‘)
- Schachet (mit -et ‚Ödnis, Wüstung‘)
- Schachensee
- Schachenalm

Als Zweitglied in einem Kompositum:
- Buchschachen
- Bundschuh
- Heimschuh
- Kreuzschuh
- Rohrschach
- Schwarzschachen
- Wundschuh

Und als Herkunftsname von Personen:
- Schacher, Schachner, Schachinger und andere -er-Ableitungen
- Schacherbauer, Schachermayer (und Varianten, Meier ‚Gutsverwalter‘, daraus wieder Schachermairdorf)

Möglicher nordischer Anschluss:
- Schandela (in Niedersachsen)[7]
- (?)Scheuen (in Niedersachsen)[7]
- Schoost, Schoo (in Ostfriesland)[7]